# Charles Atlas
Angelo Siciliano, conocido como Charles Atlas (Acri, Calabria, 30 de octubre de 1892-Long Beach, Nueva York, 24 de diciembre de 1972), fue un conocido fisiculturista italiano, nacionalizado estadounidense.

## Biografía

### Niñez
Nació con el nombre de Angelo Siciliano en Acri, Calabria, Italia, el 30 de octubre de 1892 y a los once años se mudó a Brooklyn, Nueva York, Estados Unidos. Era un niño bastante pequeño y débil, más de lo normal, por lo cual a partir de su adolescencia  empezó a recibir abusos por parte de los demás adolescentes y de uno en especial, el cual aparece en los cómics que años más tarde utilizó para promocionar su sistema de entrenamiento.

### Juventud
Lejos de sus sueños, Siciliano vivió una adolescencia algo traumática, ya que era molestado por sus pares, a raíz de ser un joven muy flaco y bastante débil de salud. La mala relación que tenía con sus compañeros fue una de las causas que le hizo perder el interés en la escuela, por lo que durante un tiempo tuvo una vida errática, muy lejos de su objetivo de lograr sacar a flote a su pobre y reducida familia.
Durante una noche del Día de Brujas, el esmirriado Siciliano fue golpeado fuertemente por otro chico, lo cual comenzaría a cambiar su vida y su físico, y a gestar la leyenda de Charles Atlas.

### Siciliano comienza a cambiar su vida
Ya con ganas de modificar su triste vida, Angelo se dirigió al Museo de Brooklyn, donde quedó impresionado por el tamaño de los músculos de Hércules. En aras de llegar a tener ese físico y así poder solucionar los “problemas” que tenía con sus pares, se dirigió al gimnasio de la Asociación Cristiana de Jóvenes (YMCA) para comenzar una intensa rutina de entrenamiento.
Luego de un período de entrenamiento en el gimnasio de la YMCA, también incorporó a su casa una barra con pesas, así como dos piedras para levantar. También se anotó en el curso de correo de Swoboda y exploración de fortaleza física. De esta forma, comenzó a dedicar casi todo el tiempo de su vida al estudio y el desarrollo del físico, pero los resultados eran igualmente menores a los esperados.

### Siciliano y su descubrimiento
Cierto día, luego de observar a un tigre en el zoológico, Siciliano concluyó que la forma en que mejor se podían desarrollar los músculos, era oponiéndolos y presionándolos justamente contra otros músculos. Por lo tanto, abandonó sus barras de pesas y empezó a preparar un juego de cuerdas para poner entre los dedos, las manos, las piernas y los muslos.
Fue así como luego de entrenar con este original equipo que había inventado, que constaba solo de cuerdas, Siciliano duplicó su peso y desarrolló un gran físico en muy poco tiempo.

### El nacimiento de la leyenda de Charles Atlas

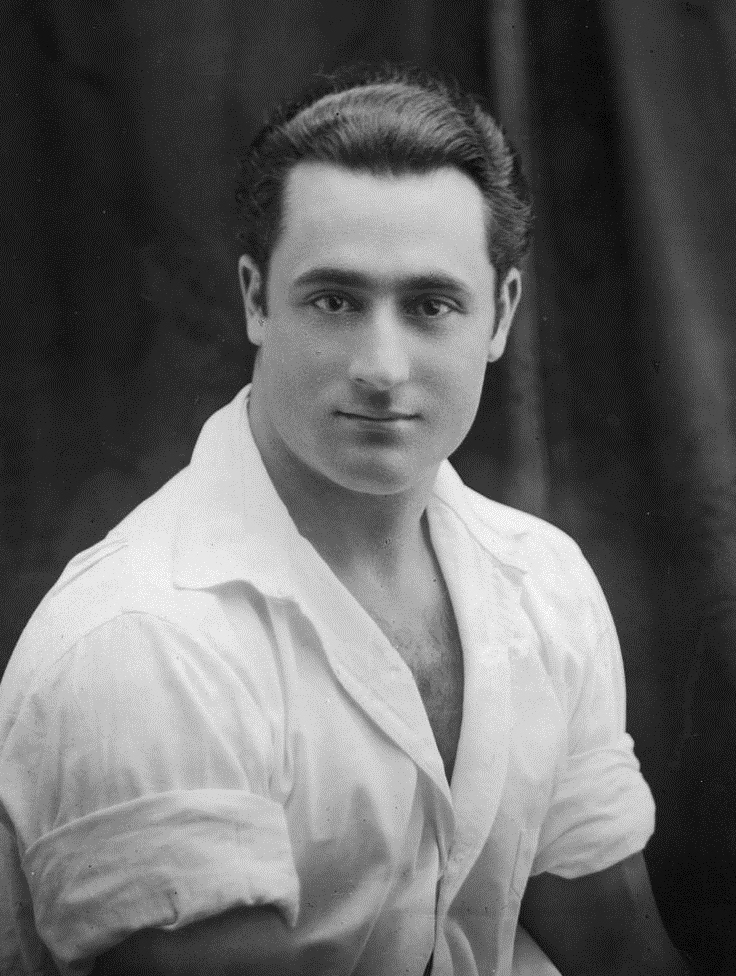
Charles Atlas

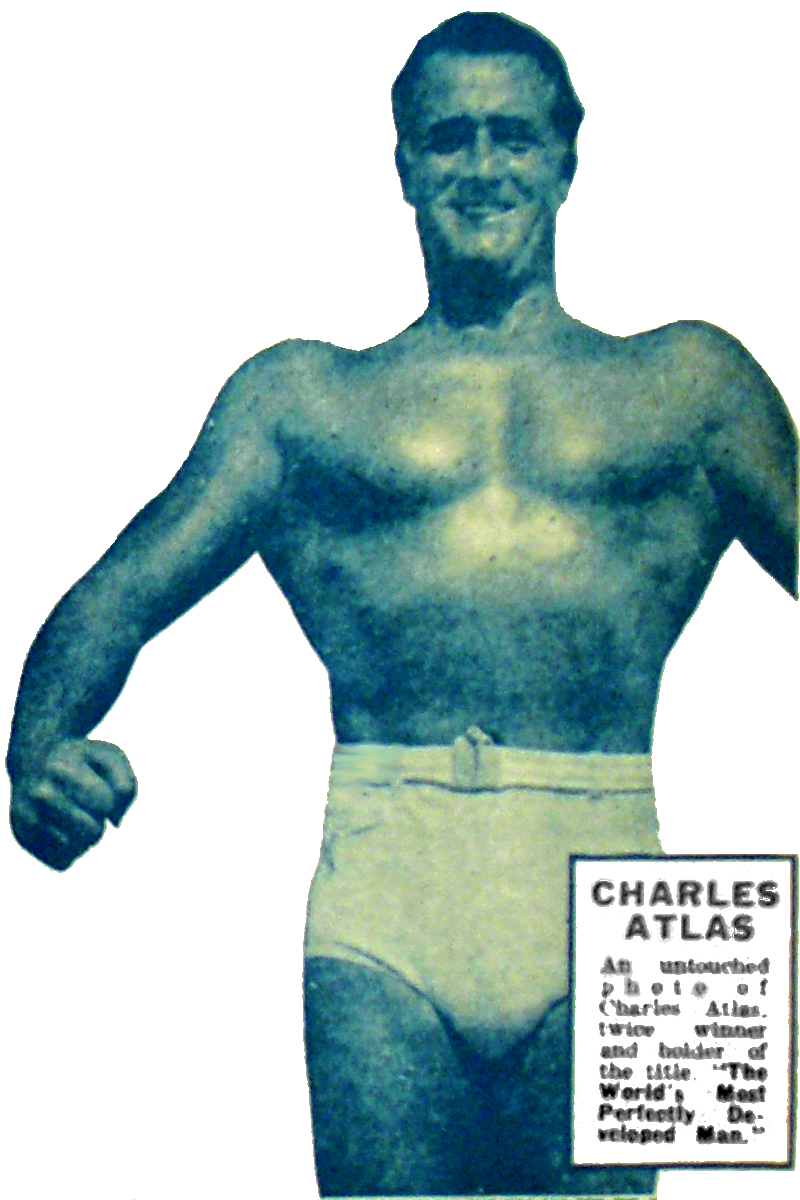
Cuentos raros, v 36n- 1pg131- Charles Atlas.

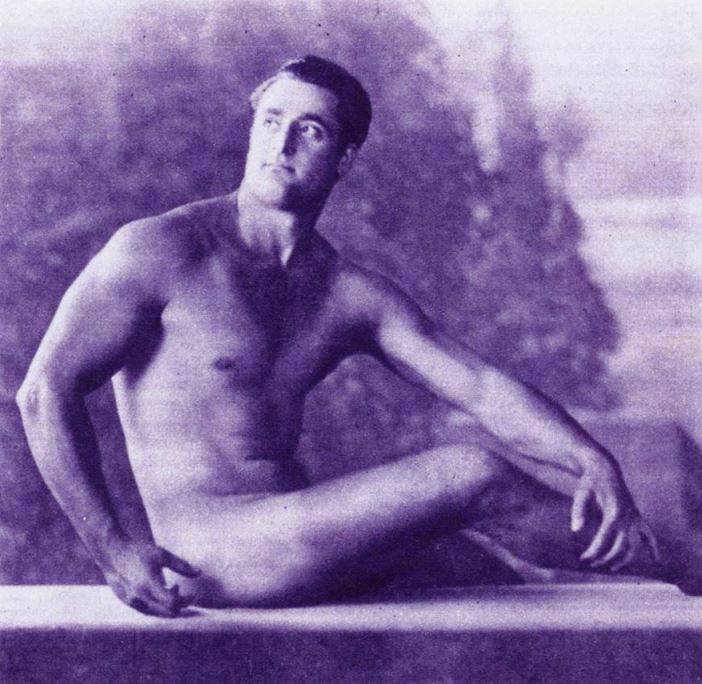

Para ese entonces, su pecho ya tenía un impresionante tamaño de 139,06cm (54¾ pulgadas), y sus bíceps eran de 43,180cm (17 pulgadas). Sus amigos de la YMCA observaron que se parecía a una estatua de Atlas, que se encontraba en la esquina de un banco cercano que se estaba construyendo, por lo que lo apodaron con ese nombre. A Siciliano le gustó tanto que cambió legalmente su nombre por el de Charles Atlas.
Luego, Atlas empezó a trabajar como forzudo en un circo de la Isla de Coney, donde hacía un espectáculo que consistía en romper guías telefónicas por la mitad, y en clavar clavos a través de bloques de madera, solo con sus manos. Pero no fueron estas exhibiciones las que llevaron a Charles Atlas a la fama, sino un acontecimiento imprevisto.

### La popularidad llega a la vida de Charles

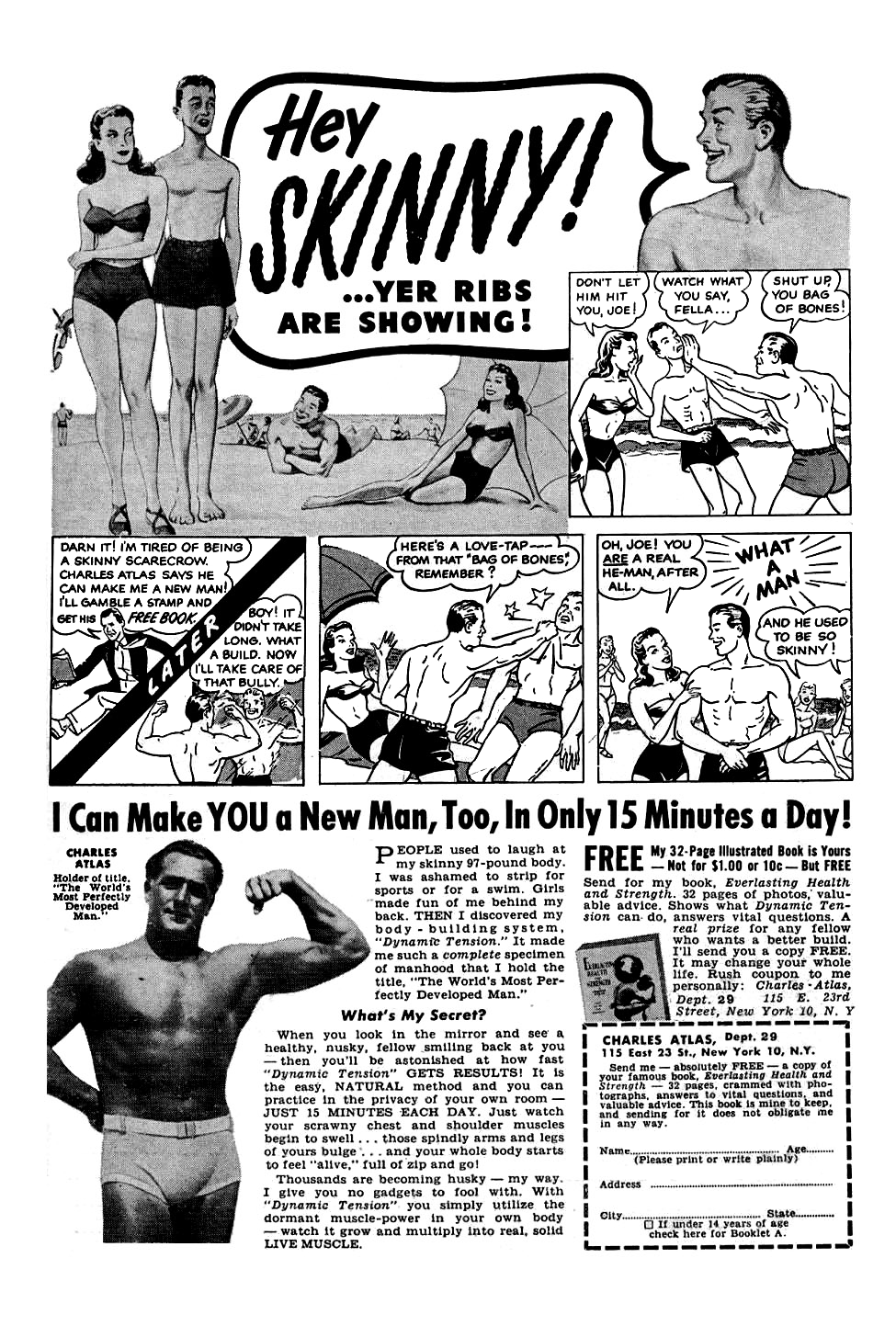
Las publicidades aparecieron en casi todas las historietas y revistas.

Cierta tarde, Atlas vio como unos remeros que se encontraban cerca del Dique de la Playa de Brooklyn habían perdido sus remos, por lo que se encontraban navegando a la deriva, alejándose cada vez más de la costa. Fue así como Atlas comenzó a nadar para salvar a estas personas, atándose una cuerda que había en el bote a su cintura, para luego hacerlo en la punta del mismo, y así remolcarlo hasta la costa.
Este suceso lo trajo una relativa popularidad, y fue gracias a una foto que le habían tomado para un diario local que un artista fotográfico lo conoció y convocó para posar como modelo para escultores.
En 1922 la revista "Cultura Física" lo eligió como el hombre más perfectamente desarrollado en el mundo. El título y el premio monetario lo ayudaron a establecer un negocio consistente en realizar cursos de desarrollo muscular por correo. Las publicidades aparecieron en casi todas las historietas y revistas, que decían que el 'Hombre Tigre' los ayudaría a lograr lo que ellos siempre quisieron. Su objetivo era demostrar que un físico bello ayudaba a lograr éxitos financieros y una mejor calidad de vida. 
Sin embargo, el curso no tuvo la respuesta esperada, por lo que el publicista Charles Roman tomó el marketing de los anuncios en 1928, y reescribió los mismos. Para esto, acuñó el término de 'tensión dinámica', para describir los ejercicios isométricos de Atlas. Estos anuncios fueron complementados con apariciones personales de Charles Atlas, donde entregaba todo tipo de suvenires.
Además, en estas nuevas promociones, por solo $30 los suscriptores podían obtener todo un programa de entrenamiento, consistente en doce lecciones que hacían referencia a una gran cantidad de ítems, como tracciones, respiración correcta, brazos presionándose contra sí mismos, relajación y dieta. La construcción de un férreo carácter era también una parte esencial del programa de desarrollo muscular. 
Para la década del treinta, el negocio de Atlas comenzó a consolidarse, y abrió oficinas en Londres y Buenos Aires, incorporando a sus cursos a estudiantes de todas partes del mundo, incluyendo a los célebres Max Baer y Rocky Marciano. Los cursos se vendieron a más de seis millones de hombres que aspiraban a tener el cuerpo de Charles Atlas, lo cual hizo de él un hombre muy rico.
Atlas compró un hogar costero en Point Lookout, Long Island y otro en Palm Beach, Florida, para vivir entre esas dos bellas localidades de los Estados Unidos. Cuando envejeció, siguió con su activa vida construyendo muebles con madera reciclada, trabajando en el New York City Athletic Club, y continuó posando para fotografías de publicidad, como un septuagenario con un cuerpo asombrosamente energético.
Por su parte, los ejercicios isométricos llegaron a ser parte del entrenamiento de las Fuerzas Armadas estadounidenses, y de una gran cantidad de atletas profesionales.

### Muerte
Charles Atlas murió de un ataque al corazón el 24 de diciembre de 1972 a la edad de 80 años mientras descansaba en su casa en Long Beach, Nueva York. Atlas dejó como legado el ejemplo de un hombre que vio concretado su anhelo de ser alguien en la vida mediante el esfuerzo y el trabajo físico.

## El cuerpo perfecto
En 1922 el editor de la revista Physical Culture nombró a Charles Atlas el hombre más perfectamente desarrollado del mundo, a raíz de una competición donde lo vieron antropólogos, médicos y científicos que coincidieron en que su cuerpo era perfecto.